# Kwik(II)oxide
Kwik(II)oxide (HgO) is een uiterst toxische anorganische verbinding van kwik met zuurstof. Het is een geel tot oranjerood poeder, dat onoplosbaar is in water.

## Synthese
Kwik(II)oxide kan eenvoudigweg bereid worden door oxidatie van kwik met zuurstofgas bij 350°C:
{\displaystyle {\ce {2Hg + O2 -> 2HgO}}}
Een alternatieve manier is de pyrolyse van kwik(II)nitraat.

## Geschiedenis
In de geschiedenis van de scheikunde neemt kwik(II)oxide een speciale plaats in. De verbinding kan relatief makkelijk gevormd worden door kwik aan de lucht te verwarmen. Vervolgens leidt verhitten van de vaste stof tot het ontleden van de verbinding in zijn elementen. De massa-toename tijdens de vorming van de verbinding (opname van gasvormige, en toen - 1780 - dus niet weegbare zuurstof) is gelijk aan het massa-verlies (zuurstof komt weer als niet weegbaar gas vrij) tijdens de ontleding. Lavoisier was op basis van deze reactie in staat de wet van behoud van massa in de scheikunde te formuleren.

## Eigenschappen
Kwik(II)oxide is bijzonder toxisch. Bij verhitting tot 500°C ontleedt de verbinding in zijn samenstellende elementen:
{\displaystyle {\ce {2HgO -> 2Hg + O2}}}